# Associazione tecnica dell'automobile
L'Associazione Tecnica dell'Automobile è stata un'associazione fondata il 3 gennaio 1948, riconosciuta sia dallo Stato Italiano, sia dall'Unione europea, per la discussione e divulgazione della cultura tecnico-scientifica del settore automobilistico, anche in collaborazione con associazioni automobilistiche di altri Paesi.
Sin dall'inizio il patrocinio dalle autorità scientifiche venne dalla presenza del Prof. Gustavo Colonnetti del CNR durante l'inaugurazione di questa associazione.
Nel 1949 contava già nove sezioni e in ambito internazionale contribuì ad esempio alla costituzione della FISITA a Parigi il 24 Gennaio 1948.
Negli anni, è stata creata una Biblioteca dell'Associazione intitolata al Prof. Attilio Garro e contenente volumi e le oltre 3000 tesi di interesse veicolistico patrocinate dall'Associazione stessa.
L'ATA ha pubblicato anche una propria rivista mensile e nel 1986 ha avviato il progetto ATA Università per promuovere i rapporti tra studenti universitari e mondo del lavoro.
Dal 2005 al 2016 l'ATA ha organizzato la Formula SAE Italy.
Nel dicembre 2016 l'ATA ha deciso di concludere la propria attività. L'ANFIA (Associazione Nazionale Filiera Industria Automobilistica) ne ha raccolto l'eredità continuando ad organizzare alcune delle iniziative, quali la Formula SAE Italy e i convegni tecnici internazionali.